# Rhizoproctus aurescens
Rhizoproctus aurescens är en skalbaggsart som beskrevs av Hermann Julius Kolbe 1894. Rhizoproctus aurescens ingår i släktet Rhizoproctus och familjen Melolonthidae. Inga underarter finns listade i Catalogue of Life.